# Старовокзальная (станция скоростного трамвая)
«Старовокза́льная» — действующая трамвайная станция в Киеве, включенная в транспортную систему скоростного трамвая. Расположена на Старовокзальной улице, неподалёку от Центрального железнодорожного вокзала. Служит конечной для четырёх маршрутов: № 1, 3, 15, 18.
В августе—декабре 2007 года станция была реконструирована. Были уложены новые рельсы, обновлена контактная сеть. После реконструкции в декабре 2007 года были пущены два нескоростных маршрута: № 15 и № 18, в 2010 ещё два: № 1 (полускоростной), № 3 (скоростной)..

## Сноски и источники
1. ↑  Сайт на реконструкции. Дата обращения: 20 декабря 2007. Архивировано из оригинала 18 марта 2007 года.